# Afrotridactylus ghesquierei
Afrotridactylus ghesquierei är en insektsart som beskrevs av Lucien Chopard 1934. Afrotridactylus ghesquierei ingår i släktet Afrotridactylus och familjen Tridactylidae. Inga underarter finns listade i Catalogue of Life.